# Conotrachelus psidii
Conotrachelus psidii – gatunek chrząszcza z rodziny ryjkowcowatych.

## Zasięg występowania
Ameryka Południowa, występuje w Boliwii, Brazylii, Paragwaju oraz Wenezueli.

## Budowa ciała
Przednia krawędź pokryw znacznie szersza od przedplecza; boczne krawędzie zbiegają się ku tyłowi w kształt litery "V"; tylna krawędź zaokrąglona. Na ich powierzchni podłużne, grube punktowanie, rzadkie podłużne żeberkowanie oraz nieliczne, podłużne, listewkowate garbki. Przedplecze w tylnej części bardzo szerokie z przodu mocno zwężone. Całe ciało pokryte gęstymi, krótkimi włoskami.
Ubarwienie ciała pomarańczowobrązowe z dużą, okrągłą ciemniejszą plamą w przedniej części pokryw zachodzącą na tył przedplecza.